# Kristina Barrois
Kristina Barrois (Ottweiler, 1981. szeptember 30. –) német teniszezőnő.
2005–2014 közötti profi pályafutása során egy páros WTA-tornát, valamint tizenöt egyéni és tizenhat páros ITF-tornát nyert meg. Legjobb világranglista-helyezése egyéniben az 57. hely volt, amit 2011. május 9-én ért el, párosban az 55. hely 2012. február 20-án.
A Grand Slam-tornákon legjobb egyéni eredménye a 2. kör, amelyet mind a négy tornán elért, párosban a negyeddöntő, amelyig 2009-ben Wimbledonban jutott.
2006-ban és 2010-ben három mérkőzésen játszott Németország Fed-kupa-csapatában.

## WTA döntői

### Egyéni
| Összesítés           |                        |
| Grand Slam-torna (0) |                        |
| Tier I (0)           | Premier Mandatory* (0) |
| Tier II (0)          | Premier Five* (0)      |
| Tier III (0)         | Premier* (0)           |
| Tier IV (0)          | International* (0)     |
| Tier V (0)           | Challenger* (0)        |

* 2009-től megváltozott a tornák rendszere. Challenger tornákat 2012-től rendeznek.
 Az egymás mellett azonos színnel jelölt tornatípusok között nincs teljes mértékű megfelelés.

#### Elveszített döntői (2)
| No. | Dátum             | Torna                        | Borítás | Ellenfél                | Eredmény |
| --- | ----------------- | ---------------------------- | ------- | ----------------------- | -------- |
| 1.  | 2010. május 22.   | Internationaux de Strasbourg | Salak   | Marija Sarapova         | 5–7, 1–6 |
| 2.  | 2011. április 30. | Portugal Open, Estoril       | Salak   | Anabel Medina Garrigues | 1–6, 2–6 |

### Páros

#### Győzelmei (1)
| Összesítés           |                        |
| Grand Slam-torna (0) |                        |
| Tier I (0)           | Premier Mandatory* (0) |
| Tier II (0)          | Premier Five* (0)      |
| Tier III (0)         | Premier* (0)           |
| Tier IV (0)          | International* (1)     |
| Tier V (0)           | Challenger* (0)        |

* 2009-től megváltozott a tornák rendszere.
 Az egymás mellett azonos színnel jelölt tornatípusok között nincs teljes mértékű megfelelés.
|    | Dátum             | Torna                           | Borítás    | Partner          | Ellenfelek a döntőben             | Eredmény a döntőben |
| 1. | 2014. október 18. | BGL Luxembourg Open, Luxembourg | Kemény (f) | Bacsinszky Tímea | Lucie Hradecká Barbora Krejčíková | 3-6, 6-4, [10-4]    |

#### Elveszített döntői (3)
|    | Dátum             | Torna                                | Borítás    | Partner         | Ellenfelek a döntőben              | Eredmény a döntőben |
| 1. | 2011. április 24. | Porsche Tennis Grand Prix, Stuttgart | Salak (f)  | Jasmin Wöhr     | Sabine Lisicki Samantha Stosur     | 1–6, 6–7(5)         |
| 2. | 2013. július 21.  | Gastein Ladies, Bad Gastein          | Salak      | Eléni Danjilídu | Sandra Klemenschits Andreja Klepač | 1–6, 4–6            |
| 3. | 2013. október 20. | BGL Luxembourg Open, Luxembourg      | Kemény (f) | Laura Thorpe    | Stephanie Vogt Yanina Wickmayer    | 6–7(2), 4–6         |

## Eredményei Grand Slam-tornákon

### Egyéni
| Grand Slam | Australian Open | Australian Open    | Roland Garros  | Roland Garros   | Wimbledon      | Wimbledon       | US Open        | US Open          |
| Év         | Eredmény        | Utolsó ellenfél    | Eredmény       | Utolsó ellenfél | Eredmény       | Utolsó ellenfél | Eredmény       | Utolsó ellenfél  |
| 2005       | –               | –                  | –              | –               | –              | –               | Selejtező      | Selejtező        |
| 2006       | Selejtező (Q1)  | Selejtező (Q1)     | Selejtező (Q2) | Selejtező (Q2)  | 1. kör         | Shenay Perry    | 1. kör         | Amélie Mauresmo  |
| 2007       | Selejtező (Q3)  | Selejtező (Q3)     | –              | –               | Selejtező (Q1) | Selejtező (Q1)  | –              | –                |
| 2008       | –               | –                  | Selejtező (Q3) | Selejtező (Q3)  | Selejtező (Q3) | Selejtező (Q3)  | Selejtező (Q3) | Selejtező (Q3)   |
| 2009       | 1. kör          | J Gyementyjeva     | 2. kör         | V Azaranka      | 1. kör         | Cseng Csie      | 2. kör         | Gyinara Szafina  |
| 2010       | 2. kör          | Samantha Stosur    | 1. kör         | Tathiana Garbin | 2. kör         | Justine Henin   | 1. kör         | A Pavljucsenkova |
| 2011       | 2. kör          | A Pavljucsenkova   | 1. kör         | Szánija Mirza   | 1. kör         | Petra Cetkovská | 1. kör         | Julia Görges     |
| 2012       | 1. kör          | Michaëlla Krajicek | Selejtező (Q1) | Selejtező (Q1)  | –              | –               | –              | –                |

### Páros
| Grand Slam | Australian Open         | Australian Open              | Roland Garros          | Roland Garros                    | Wimbledon                   | Wimbledon                       | US Open                | US Open                                |
| Év         | Eredmény Partner        | Utolsó ellenfél              | Eredmény Partner       | Utolsó ellenfél                  | Eredmény Partner            | Utolsó ellenfél                 | Eredmény Partner       | Utolsó ellenfél                        |
| 2009       | 1. kör Tathiana Garbin  | A-L Grönefeld Patty Schnyder | 1. kör A Keothavong    | A-L Grönefeld Patty Schnyder     | Negyeddöntő Tathiana Garbin | Samantha Stosur Rennae Stubbs   | 1. kör Tathiana Garbin | Csan Jung-zsan K Srebotnik             |
| 2010       | −                       | −                            | 1. kör Sybille Bammer  | Andrea Hlaváčková Lucie Hradecká | 3. kör O Omonmurodova       | Julia Görges Szávay Ágnes       | 1. kör O Omonmurodova  | Iveta Benešová Barbora Strýcová        |
| 2011       | 1. kör Angelique Kerber | A-L Grönefeld Patty Schnyder | 2. kör Johanna Larsson | Szánija Mirza J Vesznyina        | 2. kör A-L Grönefeld        | Iveta Benešová Barbora Strýcová | 2. kör A-L Grönefeld   | Daniela Hantuchová Agnieszka Radwańska |
| 2012       | 1. kör A-L Grönefeld    | Vania King J Svedova         | 1. kör Darija Jurak    | Květa Peschke Katarina Srebotnik | 2. kör V Gyjacsenko         | J Svedova G Voszkobojeva        | –                      | –                                      |

## Év végi világranglista-helyezései
| Év     | 2005 | 2006 | 2007 | 2008 | 2009 | 2010 | 2011 | 2012 | 2013 | 2014 |
| Egyéni | 211. | 124. | 192. | 87.  | 80.  | 80.  | 91.  | 276. | 244. | 272. |
| Páros  | 260. | 193. | 322. | 178. | 85.  | 77.  | 63.  | 85.  | 74.  | 59.  |